# 張其抱
張其抱，山東高唐州人。清朝政治人物、進士出身。

## 生平
崇禎十二年（1639年）舉己卯科山東鄉試。清順治三年（1646年），登進士。授河南虞城縣知縣。